# Шапел суз Ишон
Шапел суз Ишон (фр. Chapelle-sous-Uchon) насеље је и општина у источном делу централне Француске у региону Бургоња, у департману Саона и Лоара која припада префектури Отен.
По подацима из 2011. године у општини је живело 183 становника, а густина насељености је износила 11,03 становника/km². Општина се простире на површини од 16,59 km². Налази се на средњој надморској висини од 465 метара (максималној 605 m, а минималној 285 m).

## Демографија
| 1962. | 1968. | 1975. | 1982. | 1990. | 1999. | 2011. |
| ----- | ----- | ----- | ----- | ----- | ----- | ----- |
| 147   | 216   | 211   | 193   | 195   | 211   | 183   |

График промене броја становника у току последњих година